# منتخب توفالو لكرة القدم
منتخب توفالو لكرة القدم وهو المنتخب الوطني في توفالو ويديره اتحاد توفالو لكرة القدم . لم يسبق له التأهل إلى بطولة كأس العالم . ليس عضوا في الاتحاد الدولي لكرة القدم ولكنه عضو في اتحاد أوقيانوسيا لكرة القدم .